# Mogens Vemmer
 Der er for få eller ingen kildehenvisninger i denne artikel, hvilket er et problem. Du kan hjælpe ved at angive troværdige kilder til de påstande, som fremføres i artiklen.

Mogens Vemmer (født 28. februar 1935 i København, død 26. februar 2020 på Sankt Lukas Stiftelsen i Hellerup) var en dansk tv-producer.
Mogens Vemmer var søn af sparekassebestyrer Gunnar Vemmer (død 1979) og hustru Alice Høyer (død 1996), blev student fra Sankt Jørgens Gymnasium i 1953 og uddannede sig som lærer samtidig med, at han bestred et job som studenterspeaker i Danmarks Radio. Han tog lærereksamen i 1956 og blev året efter ansat ved Københavns Kommunale Skolevæsen.
I løbet af de følgende fire år arbejdede Vemmer parallelt med sin undervisning og freelanceopgaver som producer af børne- og ungdomsprogrammer for DR. 1963 iscenesatte og producerede han den Bodil-belønnede spillefilm Gaden uden ende om prostitution.
I 1961 blev Vemmer ansat som programsekretær ved Danmarks Radio og var fra i mere end tre årtier – 1968 til 2000 – programchef for Børne- og Ungdomsafdelingen i DR. Han stod bl.a. bag en perlerække af populære tv-programmer bl.a. Ingrid og Lillebror, Kaj og Andrea og Bamse og Kylling. Det er blevet sagt, at "her førte han en personalepolitik, der ifølge overleveringen gik ud på, at han ansatte en masse talenter og lod dem gøre, hvad de havde lyst til, mens han selv tog det overordnede ansvar, når tingene gik for vidt."
Vemmer måtte ved flere lejligheder forsvare medarbejderne i B&U-afdelingen mod kritik for at være "røde lejesvende". Ved andre lejligheder greb han selv ind over for politisering af sendefladen. I 1971 stoppede Vemmer Jannik Hastrups tegnefilm Cirkeline i Amerika, da Vemmer fandt, at den var for kontroversiel og ville udløse verbale angreb fra Erhard Jakobsen og hans Aktive Lyttere og Seere.
Han var medlem af bestyrelsen for Børnenes Kontor. I 2006 udgav han erindringsbogen Fjernsyn for dig. Han fik i 2000 tildelt Publicistprisen.
Mogens Vemmer blev i 1962 gift i Frederiksberg Slotskirke med skuespillerinden Kirsten Cenius. Ægteskabet varede til 1976. Mogens Vemmer blev den 27. marts 1980 gift med instruktør, forfatter og tv-producer Katrine Hauch-Fausbøll.